# Llista de presidents de la FIFA
La següent és una llista de presidents de la Fédération Internationale de Football Association (FIFA), l'ens que regeix el futbol a nivell mundial.
Els presidents Daniel Burley Woolfall, Rodolphe Seeldrayers i Arthur Drewry van morir durant el seu mandat.
L'actual president és el suís-italià Gianni Infantino, elegit el 26 de febrer de 2016 durant el Congrés Extraordinari de la FIFA de 2016. Abans de la seva elecció, fou president interí el camerunès Issa Hayatou des de la suspensió de Sepp Blatter el 8 d'octubre de 2015, que fou agreujada el 21 de desembre de 2015 amb una prohibició d'exercir càrrecs en l'àmbit futbolístic.

## Llista de Presidents
| Presidència | President   | President                         | Data naixement   | Data mort                   | Pren possessió           | Deixa el càrrec         | Temps en el càrrec              | Nacionalitat    |
| ----------- | ----------- | --------------------------------- | ---------------- | --------------------------- | ------------------------ | ----------------------- | ------------------------------- | --------------- |
| 1           |             | Robert Guérin                     | 28 juny 1876     | 19 març 1952 (a 75 anys)    | 22 maig 1904             | 4 juny 1906             | 2 anys, 12 dies                 | França          |
| 2           |             | Daniel Burley Woolfall            | 15 juny 1852     | 24 octubre 1918 (a 66 anys) | 4 juny 1906              | 24 octubre 1918 (mort)  | 12 anys, 142 dies               | Regne Unit      |
| Interí      |             | Cornelis August Wilhelm Hirschman | 16 febrer 1877   | 26 juny 1951 (a 74 anys)    | 24 octubre 1918 (interí) | 1920                    | 1 any, 309 dies                 | Països Baixos   |
| Interí      |             | Jules Rimet                       | 14 octubre 1873  | 16 octubre 1956 (a 83 anys) | 1920                     | 1 març 1921             | 185 dies                        | França          |
| 3           | 1 març 1921 | Jules Rimet                       | 14 octubre 1873  | 16 octubre 1956 (a 83 anys) | 21 juny 1954             | 33 anys, 112 dies       |                                 | França          |
| 4           |             | Rodolphe Seeldrayers              | 16 desembre 1876 | 7 octubre 1955 (a 78 anys)  | 1954                     | 7 octubre 1955          | 1 any, 108 dies                 | Bèlgica         |
| Interí      |             | Arthur Drewry                     | 3 març 1891      | 25 març 1961 (a 70 anys)    | 7 octubre 1955 (interí)  | 9 juny 1956             | 242 dies                        | Regne Unit      |
| 5           | 9 juny 1956 | Arthur Drewry                     | 3 març 1891      | 25 març 1961 (a 70 anys)    | 25 març 1961 (mort)      | 4 anys, 289 dies        |                                 | Regne Unit      |
| Interí      |             | Ernst Thommen                     | 23 gener 1899    | 14 maig 1967 (a 68 anys)    | 25 març 1961 (interí)    | 28 setembre 1961        | 187 dies                        | Suïssa          |
| 6           |             | Stanley Rous                      | 25 abril 1895    | 18 juliol 1986 (a 91 anys)  | 28 setembre 1961         | 8 maig 1974             | 12 anys, 222 dies               | Regne Unit      |
| 7           |             | João Havelange                    | 8 maig 1916      | 16 agost 2016 (a 100 anys)  | 8 maig 1974              | 8 juny 1998             | 24 anys, 31 dies                | Brasil          |
| 8           |             | Sepp Blatter                      | 10 març 1936     | viu                         | 8 juny 1998              | 8 octubre 2015 (suspès) | 17 anys, 122 dies (inhabilitat) | Suïssa          |
| Interí      |             | Issa Hayatou                      | 9 agost 1946     | viu                         | 9 octubre 2015 (interí)  | 26 febrer 2016          | 141 dies                        | Camerun         |
| 9           |             | Gianni Infantino                  | 23 març 1970     | viu                         | 26 febrer 2016           | En el càrrec            | 9 anys, 16 dies                 | Suïssa · Itàlia |